# Florae Aegyptiaceae Illustratio
Florae Aegyptiaceae Illustratio (abreviado Fl. Aegyp. Illustr.) es un libro con ilustraciones y descripciones botánicas que fue escrito por el médico y botánico francés Alire Raffeneau Delile. Fue publicado en París en el año 1813.